# Trung tâm hội nghị và triển lãm COEX
Trung tâm hội nghị và triển lãm COEX (Tiếng Anh: COEX, COnvention & EXhibition; Tiếng Hàn: 코엑스) là một trung tâm hội nghị và triển lãm nằm ở Samseong-dong thuộc quận Gangnam-gu, Seoul, Hàn Quốc.
Coex được kết nối với ga Samseong trên Tuyến 2 và ga Bongeunsa trên Tuyến 9 của Tàu điện ngầm Seoul.
Đoạn vỉa hè dài 836 m (914 yd) dọc theo Đại lộ Yeongdong-daero, kéo dài từ lối ra số 5 của ga Samseong trên Tuyến 2 của Tàu điện ngầm Seoul đến lối ra số 7 của ga Bongeunsa trên Tuyến 9 của Tàu điện ngầm Seoul, bên ngoài Trung tâm hội nghị và triển lãm COEX và ASEM Tower được Chính quyền thủ đô Seoul chỉ định là khu vực cấm hút thuốc.

## Sự kiện đáng chú ý
- Hội nghị thượng đỉnh Á - Âu (ASEM) 2000
- Hội nghị thượng đỉnh G20 2010 tại Seoul - Tháng 11 năm 2010
- Hội nghị thượng đỉnh An ninh hạt nhân 2012 - 26–27 tháng 3 năm 2012[3]
- Hội nghị Hướng dẫn Toán học Quốc tế - 8–15 tháng 7 năm 2012
- Vòng chung kết TVing OSL - 28 tháng 7 năm 2012[4]
- Seoul Motor Show

## Hình ảnh

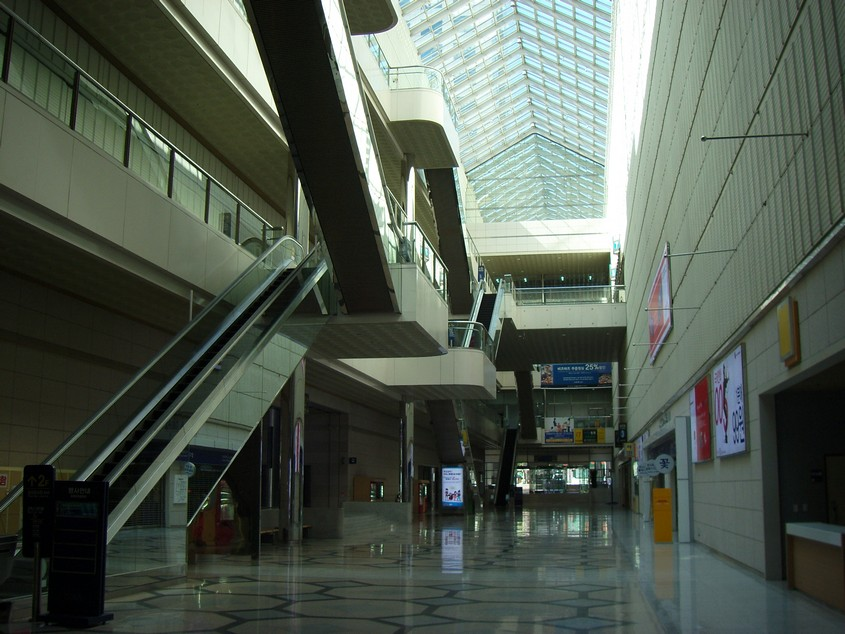
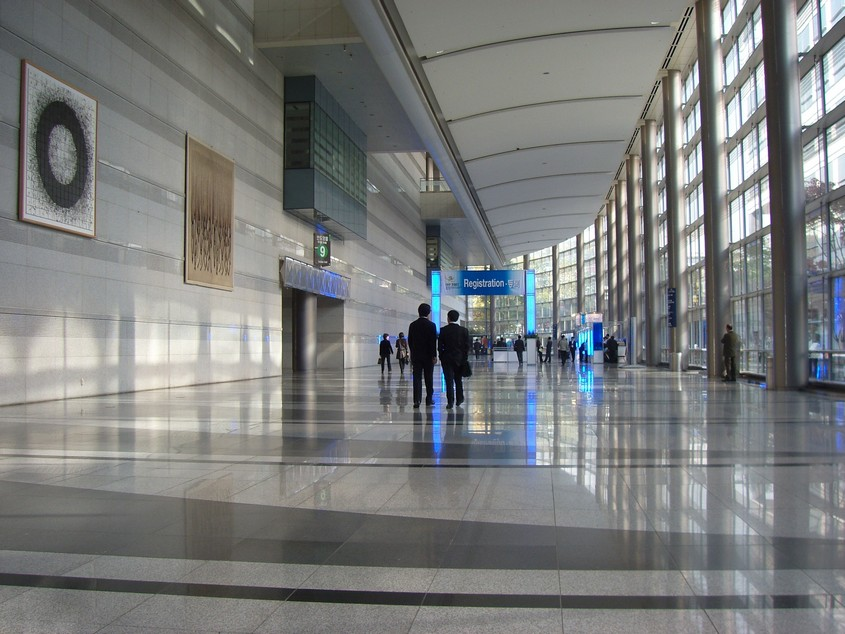
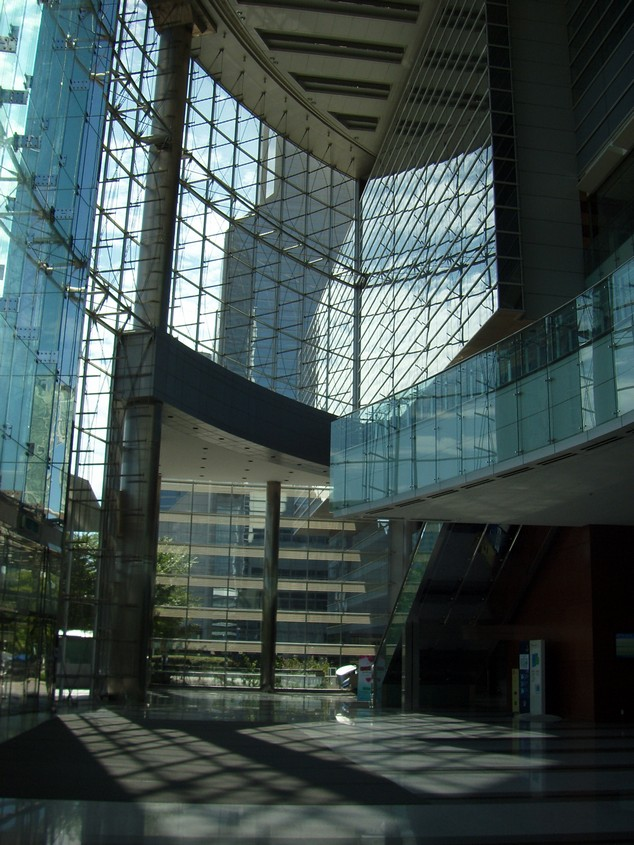
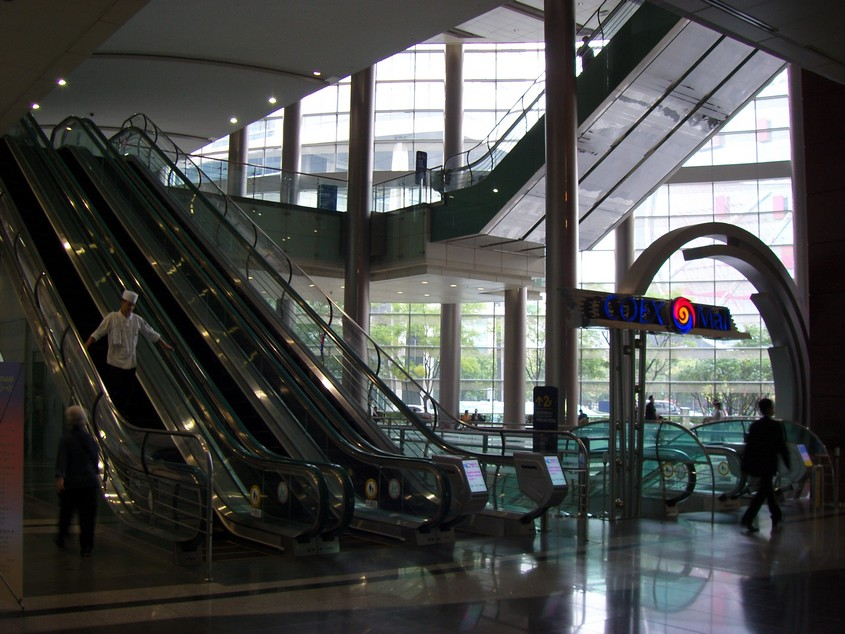
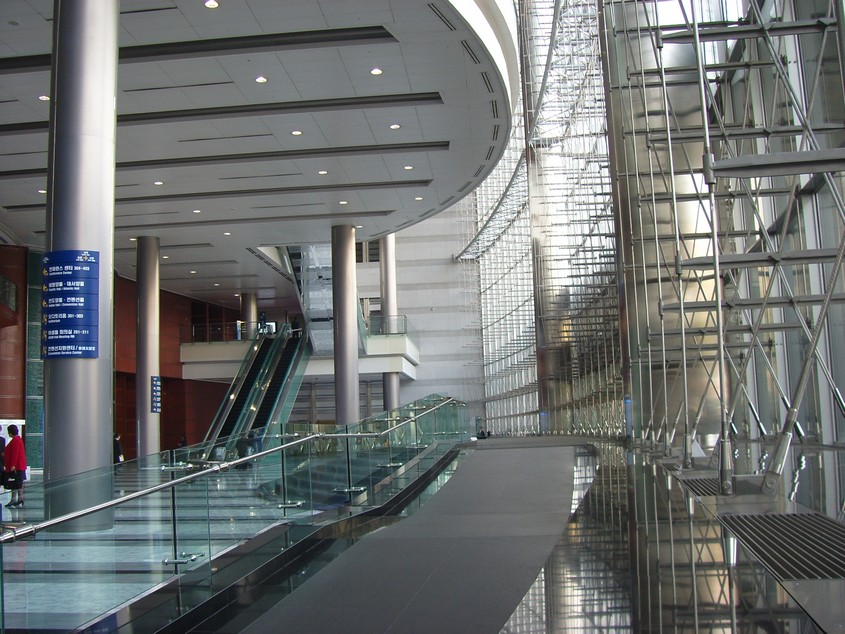
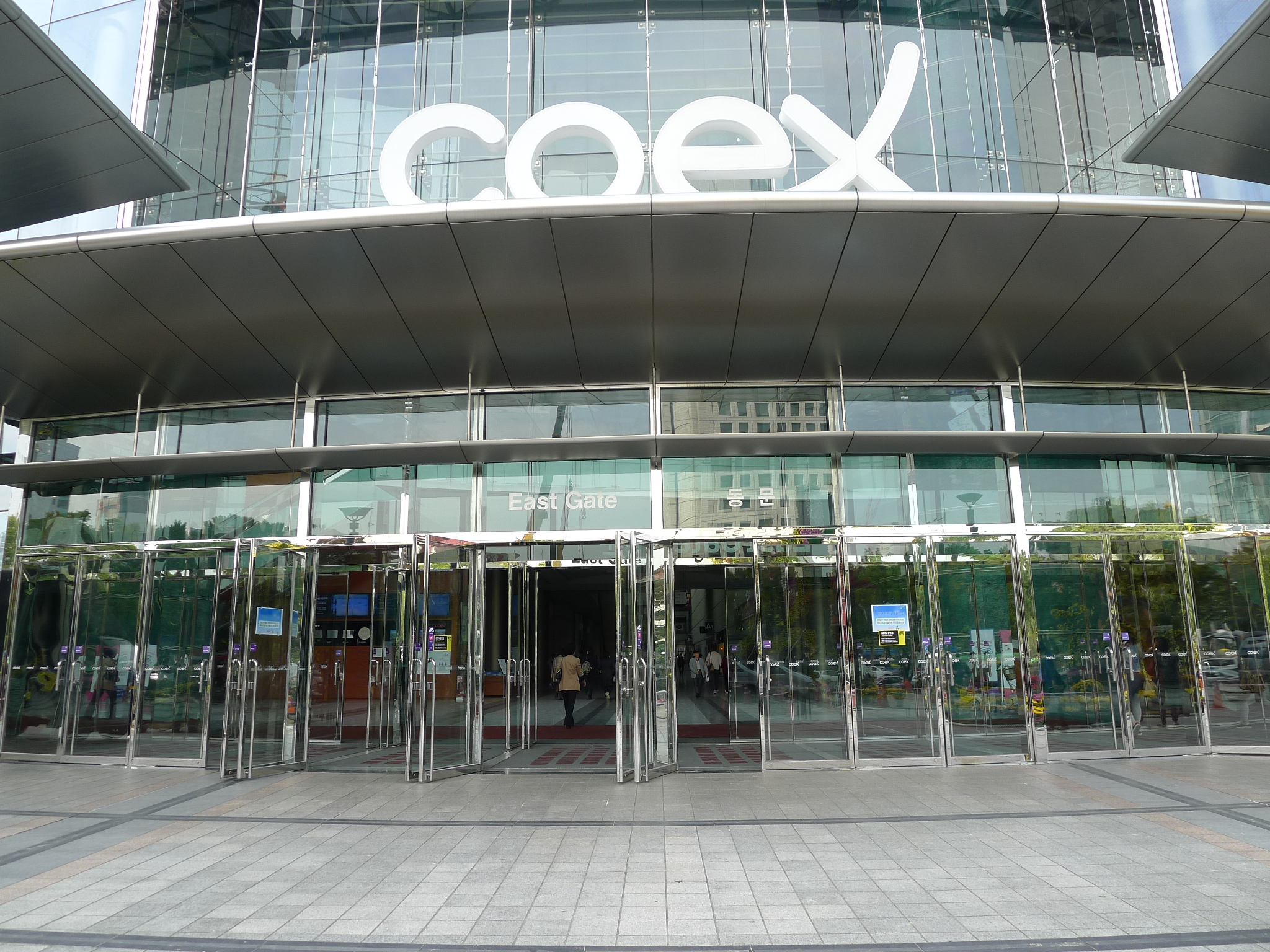